# Leszek Jastrzębiowski
Leszek Jastrzębiowski (ur. 21 lipca 1950 w Radomiu) – polski artysta fotograf. Członek rzeczywisty i Artysta Regionu Radomskiego Fotoklubu Rzeczypospolitej Polskiej (AFRP). Prezes oraz wiceprezes Zarządu Radomskiego Towarzystwa Fotograficznego.

## Życiorys
Leszek Jastrzębiowski jest absolwentem Politechniki Warszawskiej – związany z radomskim środowiskiem fotograficznym – mieszka i pracuje w Radomiu. Fotografuje od początku lat 70. Jest członkiem Radomskiego Towarzystwa Fotograficznego oraz wiceprezesem Zarządu RTF. Przez wiele lat pełnił funkcję prezesa Zarządu RTF. Uczestniczy w pracach jury w ogólnopolskich i międzynarodowych konkursach fotograficznych.
Leszek Jastrzębiowski jest autorem i współautorem wielu wystaw fotograficznych; indywidualnych, zbiorowych, poplenerowych, pokonkursowych. W 1998 roku został przyjęty w poczet członków Regionu Radomskiego Fotoklubu Rzeczypospolitej Polskiej Stowarzyszenia Twórców. Decyzją Komisji Kwalifikacji Zawodowych Fotoklubu RP, otrzymał dyplom potwierdzający kwalifikacje do wykonywania zawodu artysty fotografa, fotografika (legitymacja nr 099). Prace Leszka Jastrzębiowskiego zaprezentowano w Almanachu (1995–2017), wydanym przez Fotoklub Rzeczypospolitej Polskiej Stowarzyszenie Twórców. W 1997 został wyróżniony Nagrodą Wojewody Radomskiego, w 2011 Nagrodą Prezydenta Miasta Radomia. W 2020 odznaczony Srebrnym Medalem „Za Fotograficzną Twórczość” – odznaczeniem ustanowionym przez Zarząd i przyznawanym przez Kapitułę Fotoklubu Rzeczypospolitej Polskiej Stowarzyszenia Twórców, w odniesieniu do obchodów 25-lecia powstania Fotoklubu RP. W 2021, podczas otwarcia obchodów jubileuszu 60-lecia Radomskiego Towarzystwa Fotograficznego – został wyróżniony Medalem Pamiątkowym „Pro Masovia”.

## Odznaczenia
- Medal 150-lecia Fotografii (1989)[4]
- Odznaka „Zasłużony Działacz Kultury” (1998)[24]
- Srebrny Medal „Za Fotograficzną Twórczość” (2020)[25]
- Medal Pamiątkowy „Pro Masovia” (2021)[26]